# Movimiento MELS de Botsuana
El Movimiento MELS de Botsuana es un partido comunista, marxista-leninista, de Botsuana sin representación parlamentaria. Themba Joina, un abogado en ejercicio, es el presidente de la organización. El nombre MELS es un acrónimo de (Karl) Marx, (Friedrich) Engels, (Vladimir) Lenin y (Iósif) Stalin.

## Inicios
El MELS surgió gracias a grupo de estudiantes inspirados por Mao Zedong y el Panafricanismo. Fue fundado en la Escuela Secundaria Shashe Senior en 1984.Su fundador y primer Secretario General fue Christopher Phatshwe. Los documentos políticos básicos del movimiento fueron redactados por él mismo y Thomson Proctor. Se formaron sucursales del movimiento en diferentes instituciones educativas, como la Universidad de Botsuana, las escuelas secundarias superiores y los institutos de formación docente. El grupo tuvo contactos con el Movimiento de Conciencia Negra de Azania (BCM (A)) y el Congreso Panafricanista de Azania (PAC) en la vecina Sudáfrica. De estos contactos, los activistas de MELS recibieron capacitación política. El grupo MELS se constituyó como un partido político en 1994.
En el momento de las elecciones parlamentarias de 1994, MELS se unió al Frente Democrático Unido, una coalición de partidos opuestos tanto al BDP como al BNF. Ningún miembro del MELS ni ningún otro candidato del FDU pudo ser elegido.
El partido impugnó las elecciones generales de 1999, pero simplemente recibió veintidós votos (0.01% del voto nacional). Antes de las elecciones se declaró que el partido solo poseía un vehículo de campaña y, por lo tanto, los activistas del partido tenían que moverse a pie para llegar a los votantes. Tras las elecciones, el candidato del Movimiento MELS en el distrito electoral de Gaborone West, Ndiye Tlhatlogang, acusó a la Comisión Electoral Independiente de irregularidades.
Tras la muerte de Phatshwe, en 1999, Mosalage Ditshoto se convirtió en el nuevo secretario general del partido.

## Actualidad
El Movimiento MELS defiende las políticas socialistas, pidiendo apoyo a los desempleados y la creación de Consejos de Representantes Estudiantiles en todo el país. El Movimiento MELS califica al gobierno del Partido Demócrata de Botsuana como neocolonial. En cuanto a cuestiones regionales, el Movimiento MELS se opone a las posiciones del gobierno de Ian Khama con respecto a la situación política en Zimbabue (acusando al gobierno de Botsuana de haberse puesto del lado del Movimiento por el Cambio Democrático en la política zimbabuense).
A partir de 2008, Mpho Mokano se desempeñó como secretario juvenil del partido.
En las elecciones generales de 2009, el partido presentó candidatos en cuatro distritos electorales parlamentarios y dos en distritos electorales locales. Ninguno fue elegido. En total, el partido obtuvo 292 votos (0.05% del voto nacional). El partido impugnó las elecciones parciales de 2010 en la circunscripción parlamentaria de Tonota Norte, presentando a Mbayani Tshekedi Phalalo como su candidato.
En la conferencia anual de delegados de 2011 del partido en Molepolole, Joina condenó el ataque de la OTAN contra Libia y pidió a la Unión Africana que interviniea.